# Athrycia curvinervis
Athrycia curvinervis är en tvåvingeart som först beskrevs av Zetterstedt 1844.  Athrycia curvinervis ingår i släktet Athrycia, och familjen parasitflugor. Arten är reproducerande i Sverige.